# 1938年體育
请参看：
- 1938年
- 1938年电影
- 1938年文学
- 1938年音乐
- 1938年体育
- 1938年电视
- 1938年台灣

1938年重要國際體育賽事包括：
- 第三屆世界盃足球賽；6月4日至6月19日於法國舉行

## 體育大事

### 4月至6月
- 6月19日——意大利以四比二擊敗匈牙利成功衛冕世界盃足球賽冠軍。

## 足球
主條目：1938年足球